# Stephen W. Kearny
Stephen Watts Kearny (30 août 1794–31 octobre 1848) était un officier de l'US Army, qui se distingua pour son action dans le sud-ouest lors de la guerre américano-mexicaine, en particulier lors de la conquête de la Californie. Il est reconnu de son vivant comme le « père de la cavalerie US ».

## Jeunesse
Kearny est né à Newark. Sa famille venait d'Irlande, où elle se nommait "O'Kearny". Il commence des études à Columbia en 1811 mais quitte l'école après deux ans lorsqu'éclate la guerre de 1812 pour rejoindre l'armée. Pendant la guerre il reçoit une citation pour bravoure et est promu capitaine. Il est fait prisonnier après la bataille de Queenston Heights.

## La frontière de l'Ouest
Juste après la guerre il est envoyé sur la frontière de l'Ouest, sous les ordres du général Henry Atkinson (en). En 1819, il est membre de l'expédition Atkinson-Long qui explore la rivière Yellowstone aujourd'hui États du Montana et Wyoming. L'expédition de 1819 n'ira que jusque dans l'actuel État du Nebraska, où elle fondera le cantonnement Missouri (plus tard nommé Fort Atkinson (en)). Il participe également à l'expédition de 1825 qui atteint l'embouchure de la Yellowstone. Pendant ses voyages avec l'armée, il écrit et conserve ses journaux de route qui relatent ses contacts avec les Amérindiens.
En 1826, il est nommé commandant de la nouvelle caserne Jefferson dans le Missouri. Alors qu'il y est stationné, il est fréquemment invité à Saint-Louis par William Clark, l'un des organisateurs de la célèbre expédition Lewis et Clark. C'est là qu'il rencontre la belle-fille de Clark qu'il épousera plus tard, et avec laquelle il aura onze enfants.
C'est alors qu'il est cantonné dans cette caserne qu'il organise une unité de dragons pour en faire une unité de cavalerie. C'est à partir de cette première unité que sera formée la US Cavalry, ce qui lui vaudra le surnom de « père de la cavalerie U.S ». L'unité sera stationnée à Fort Leavenworth aujourd'hui dans l'État du Kansas, et Kearney est promu colonel. Il est également nommé commandant du 3e département militaire de l'armée, chargé de la protection de la frontière et de la préservation de la paix parmi les différentes tribus amérindiennes des Grandes Plaines.
Au début des années 1840, lorsque les émigrants commencent à emprunter la piste de l'Oregon, il lui arrive fréquemment depuis son poste d'ordonner à ses hommes d'escorter leurs convois afin de leur éviter les attaques des Amérindiens. La pratique de l'escorte militaire pour les trains de chariots deviendra la politique officielle du gouvernement dans les décennies qui suivirent. Toujours pour protéger les émigrants, Kearney établit un nouveau poste le long de la Table Creek à proximité de ce qui est aujourd'hui Nebraska City, sur un emplacement que Kearney a exploré lors de ses expéditions sur la Yellowstone. Ce poste prit le nom de « Fort Kearny ». L'armée réalisa cependant qu'il n'était pas idéalement situé et il sera déplacé sur ce qui est aujourd'hui l'emplacement de Fort Kearny le long de la Platte River au centre du Nebraska.

## Guerre américano-mexicaine
Lors du déclenchement de la guerre américano-mexicaine, Kearny est nommé commandant en chef de l'Armée de l'Ouest, par le président Polk et envoyé à Santa Fe à la tête d'une force de 1 700 hommes, afin d'y prendre le contrôle de ce territoire (qui deviendra l'État du Nouveau-Mexique) et d'en devenir le gouverneur militaire le 18 août 1846. Il fait en sorte qu'un gouvernement civil soit mis en place le mois suivant.
Sa mission à Santa Fe accomplie, Kearny se met en route pour la Californie le 25 septembre avec seulement 300 hommes. Ce groupe sujet à pas mal de frictions lors de sa marche doit se battre lors d'une halte à San Pasqual. Les survivants parviennent à faire leur jonction avec les forces de l'US Navy, commandée par le commodore Robert Field Stockton, à San Diego. Cette force combinée consolide le contrôle de San Diego de décembre 1846 à janvier 1847 puis remporte les batailles de San Gabriel et La Mesa prenant ainsi le contrôle de Los Angeles.
Kearny, en tant que commandant en chef de l'Armée de l'Ouest, affirme, après la fin des hostilités, qu'il a le pouvoir militaire sur ce nouveau territoire, commençant ainsi une querelle avec Stockton. Lorsque les forces mexicaines de la région se sont rendues le 13 janvier, elles ne le font ni à Stockton ni à Kearney, mais plutôt au lieutenant-colonel John C. Frémont. Stockton saute donc sur l'occasion et nomme Frémont gouverneur militaire de la région. Kearny fait alors appel à Washington et lorsqu'il reçoit confirmation de son autorité, il fait arrêter Frémont (il sera ensuite condamné par une cour martiale pour avoir refusé d'obéir à son supérieur, mais rapidement pardonné par le Président).

## Gouverneur
Kearny reste gouverneur militaire de Californie jusqu'en août, puis il retourne à Fort Leavenworth avant d'être envoyé au Mexique, où il est nommé gouverneur de Veracruz puis plus tard de Mexico. Il est promu major-général en septembre 1848, malgré la vive opposition du sénateur Thomas Hart Benton (beau-père de Frémont).
Il meurt à Saint-Louis le mois suivant des suites d'une maladie tropicale qu'il a contractée à Veracruz et est inhumé au cimetière Bellefontaine de la ville.